# Conioselinum pteridophyllum
Conioselinum pteridophyllum är en växtart i släktet Conioselinum och familjen flockblommiga växter.
Arten är en perenn ört som förekommer från östra Tibet till centrala Kina. Den beskrevs först som Ligusticum pteridophyllum av Adrien René Franchet 1894, och fick sitt nu gällande namn av Tatiana Lavrova 2002.